# Hebestatis
Hebestatis es un género de arañas migalomorfas de la familia Ctenizidae. Se encuentra en California en Estados Unidos y Costa Rica.

## Lista de especies
Según The World Spider Catalog 11.5:
- Hebestatis lanthanus Valerio, 1988
- Hebestatis theveneti (Simon, 1891)